# Blarinini
A Blarinini az emlősök (Mammalia) osztályának Eulipotyphla rendjébe, ezen belül a cickányfélék (Soricidae) családjába és a vörösfogú cickányok (Soricinae) alcsaládjába tartozó nemzetség.

## Rendszerezés
A nemzetségbe az alábbi 2 élő nem és 7 fosszilis nem tartozik:
- †Adeloblarina Repenning, 1967
- rövidfarkúcickányok (Blarina) J. E. Gray, 1838
- †Blarinoides Sulimski, 1959
- kisfülűcickányok (Cryptotis) Pomel, 1848
- †Mafia Reumer, 1984
- †Paracryptotis Hibbard, 1950
- †Shikamainosorex Hasegawa, 1957
- †Sulimskia Reumer, 1984
- †Tregosorex Hibbard & Jammot, 1971